# Refinaria de Paulínia
A Refinaria de Paulínia (Replan), anteriormente denominada Refinaria do Planalto, é a maior refinaria de petróleo da Petrobras, em termos de produção. Localizada em Paulínia, no estado de São Paulo, na Rodovia SP 332, km 132, teve iniciada sua construção em 1969 e iniciou sua operação em 2 de fevereiro de 1972, três meses antes de sua inauguração, época em que Paulínia vinha de ser emancipada politicamente de Campinas. Levou exatamente mil dias para ser inaugurada.
A localização da refinaria foi escolhida estrategicamente pela Petrobras para a sua construção, pois Paulínia está a 118 km da capital São Paulo, o que, além de permitir melhor escoamento da produção, confere grandes facilidades logísticas, com acesso às principais vias de transporte rodoviário, ferroviário e terminais aéreos do estado de São Paulo.
A Replan tem capacidade de processamento de 66 mil m³/dia de petróleo, o equivalente a 415 mil barris. Sua produção corresponde a 20% de todo o refino de petróleo no Brasil, processando 80% de petróleo nacional, grande parte da Bacia de Campos.
A refinaria ocupa aproximadamente 9,1 km² e é responsável por cerca de dez bilhões de reais por ano em impostos pagos ao governo. Ela produz aguarrás, asfalto, coque, diesel, gasolina, GLP, nafta, querosene, propeno e outros.
Com o constante crescimento do mercado nacional e o forte investimento da Petrobras em novas tecnologias e construção de unidades, principalmente de Hidrotratamento de Diesel, a Replan tem otimizado sua produção de diesel, refletindo em sucessivos recordes de produção. Em outubro de 2008, a produção de diesel metropolitano (S500) e interior (S1800) atingiu a marca de 1.026.192 m³. Em 2009, foi iniciada a produção do diesel S50 (com 50 ppm - partes por milhão - de enxofre).
A Replan é a principal fonte de renda de Paulínia, fazendo com que a cidade seja uma das mais ricas do Estado de São Paulo e do Brasil, possuindo a oitava maior renda per capita do país. A produção é escoada para diversos pontos do País, principalmente para os estados de São Paulo (55%), Mato Grosso, Mato Grosso do Sul, Rondônia e Acre (20% ao todo), Sul de Minas Gerais e Triângulo Mineiro (10% ao todo), Goiás,  Brasília e Tocantins (15% ao todo).